# Време (метеорология)
Вижте пояснителната страница за други значения на Време.
Метеорологичното време е съвкупността от метеорологични явления, които се случват в атмосферата на дадено място и в даден момент от времето, и по-конкретно онези, които се случват в хидросферата и тропосферата на Земята. Понятието за време има отношение към текущото състояние на атмосферата, за разлика от понятието за климат, което се отнася към усреднените атмосферни условия на базата на по-дългосрочни налбюдения и измервания.
В продължение на хиляди до стотици хиляди години промените в земната орбита намират отражение в количеството и разпределението на слънчевата енергия, получавана от Земята, което е обусловило климата като цяло. Атмосферните събития формиращи времето се дължат на разликите в относителните стойности на температурата и влажността на атмосферата на различните места на земната повърхност, като тези разлики се обуславят както от различния ъгъл, под който пада слънчевата светлина на различните места, така и от наклона на земната ос спрямо орбиталната равнина, който е причина за разликите в този ъгъл в рамките на годината, т.е. за сезонния характер на времето. На земната повърхност температурите обикновено варират през годината в интервала ±40 °C. Най-често наблюдаваните атмосферни явления са ветровете, облаците, дъждът, снегът, мъглите и прашните бури. Сред по-редките са природни бедствия като торнада, урагани и снежни бури.
Прогнозирането на времето се изразява в приложението на науката и технологията за предвиждане на състоянието на атмосферта на дадено място в даден момент от бъдещето. Но атмосферата е хаотична система и малки промени в една нейна част могат да доведат до големи промени в системата като цяло. Поради това е трудно да се правят точни предвиждания за времето за повече от няколко дни напред.

## Причини
На земята най-честите метеорологични явления са вятър, облаци, дъжд, сняг, мъгла и пясъчна буря. По-рядко се случват природни катаклизми, като например торнадо, ураган, тайфун или зимна буря. Почти всички чести метеорологични явления се зараждат в тропосферата (най-долната част на атмосферата). Времето може да се зароди и в стратосферата и може да повлияе на процесите в тропосферата, но точният начин, по който това става, не е много ясен.
Времето се появява заради разлики в наличието на температура и/или влага между две области. Тези разлики могат да се получат заради разликите в ъгъла на падане на слънчевите лъчи, който се различава по географска ширина, започвайки от тропиците. С други думи, колкото едно място е по-отдалечено от тропичните области, толкова по-студено е то, защото слънчевите лъчи падат все по-косо към него. Силната разлика между времето в полярните области и тропиците предизвиква струйни течения. Метеорологичните катаклизми, като например извънтропични циклони, са причинени от нестабилности в струйното течение (виж бароклиния). Времевите явления в тропиците, например мусони или светкавиците се получават в резултат на други процеси.
Тъй като оста на Земята има различна посока на наклона по различни времена през годината поради орбиталното ѝ движение около Слънцето. През юни Северното полукълбо е наклонено към Слънцето, тоест всяка точка от това полукълбо е по-добре огряна от декември. Поради това се появяват сезоните. След стотици хиляди години промените в размерите на орбитата на Земята повлияват на количеството и разпределението на слънчевата светлина, получавана от планетата, което рефлектира върху климата за дълго време (виж Цикли на Миланкович).
Неравномерното слънчево греене, поради което се появяват зони с различна концентрация на температура и влага (фронтогенеза), може да се повлияе и от самото време, например от облачността и валежите. Териториите на по-голяма надморска височина са по-студени от тези с по-малка такава, което се обяснява от отношението на падането. В различни области разлики в температурата могат да се получат, тъй като различните повърхности (океани, гори, ледени покривки или човешки творения) имат различни физически характеристики, като например степен на отражение, твърдости или съдържание на влага.
Температурата на една повърхност влияе на атмосферното налягане. Една топла повърхност затопля въздуха над себе си и го разширява, като намалява атмосферното налягане и плътността му. Появилият се в резултат от това барометричен градиент променя въздуха от високо към ниско атмосферно налягане, което предизвиква вятър, а въртенето на Земята около оста ѝ предизвиква движението на вятъра в определена посока (ефект на Кориолис). Простите метеорологични системи, които се формират по този начин, могат внезапно да проявят изключително поведение и да се превърнат в по-сложни системи, което води до появата на други метеорологични явления. В голям машаб пример за това е клетката на Хедли, а в по-малък – крайбрежните бризове.
Атмосферата е хаотична система, така че малки промени в една част от нея могат да се разраснат и да имат голям ефект на цялото след време. Това прави трудно прогнозирането на времето за повече от няколко дни напред, въпреки че метеоролозите постоянно се опитват да прекрачат тази граница чрез науката за времето – метеорологията. Теоретично е невъзможно да се направи използваема подневна прогноза за времето за повече от две седмици, което поставя горна граница за предвиждане дори при подобрена прогнозираща способност.

## Влияние във формирането на релефа
Времето е един от основните процеси, които оформят релефа на земната повърхност. Процесът изветряне издълбава скалите и почвата и да ги разбива на съставните им части. Те от своя страна могат да участват в химични реакции, които да повлияят още повече земната повърхност (например киселинен дъжд) или да станат отново скали и почва. Тоест времето играе важна роля в ерозията на земната повърхност.

## Ефект върху хората

### Ефект върху човешките общности
Времето играе голяма и понякога директна роля в човешката история. Освен климатичните промени, предизвикали постепенното преместване на човешките общности (например разширяването на пустините в Близкия изток, формирането на мостове през ледниковите периоди), крайностите във времето причиняват по-малки местения на популации и се наместват директно в историята. Такова явление, ветровете камикадзе през 1281 г., е отговорно за спасяването на Япония от монголската флота на Кубилай хан. Франция прекъсва претенциите си към Флорида през 1565 г., когато ураган унищожава френската флота и позволява на испанците да превземат форт Каролина. По-скоро ураганът Катрина преразпределя над един милион души от централното крайбрежие на Мексиканския залив навсякъде по САЩ, което става най-голямата диаспора в американската история.
Малката ледена епоха води до спад в добива на зърно и най-големите гладове в европейската история. Например гладът от 1596-97 г. убива една трета от населението на Финландия.

### Ефект върху индивидите
Въпреки че времето влияе радикално на хората, то също така влияе върху всеки човек и по по-прости начини. Хората зле понасят екстремните стойности на температурата, влажността, атмосферното налягане и вятъра. Времето влияе също така на настроението и съня.

## Прогнозиране
Прогнозирането на времето е приложение на науката и технологиите за предсказване на състоянието на атмосферата за в бъдеще на определено място. Хората са се опитвали неофициално да предскажат времето хилядолетия наред, но официалното прогнозиране започва едва през XIX век. Прогнозите за времето се получават при събирането на качествени данни за настоящото състояние на атмосферата и след това чрез научните подходи за обяснение на атмосферните процеси да се анализира бъдещото време.
Някога всички човешки опити са съсредоточени в прогнозирането на промените в атмосферното налягане, настоящите атмосферни условия и вида на небето, но днес се използват утвърдени модели за прогнозиране. Участието на човека е критерий за избирането на най-подходящия модел за предсказания на времето, на който ще се основават бъдещите прогнози. То включва следването на шаблона на модела, изучаването на взаимовръзките на предсказаните събития и познаването на принципите на работа и особеностите на модела. Хаотичната природа на атмосферата, огромната компютърна мощ, нужна за решаването на сложните уравнения, които описват природата на атмосферата, елементът на грешката в измерването на настоящите атмосферни условия и непълното разбиране на процесите в атмосферата, което означава, че колкото по-занапред е прогнозата, толкова по-неточна става тя. Използването на поредици от модели спомага за намаляването на елемента на грешката и получаване на най-близката до реалността прогноза.
Има много крайни потребители на прогнозите за времето. Предупрежденията за лошо време предпазват живот и имущество. Прогнозите за температурата и валежите са важни за земеделието, а вследствие на това за търговците на храни и стоковите борси. Температурните прогнози помагат на компаниите за услуги да сметнат колко ще са заети в следващите дни. Ежедневно хората използват прогнозите за да изберат какво да носят всеки ден. Тъй като дъждът, снегът и студеният вятър сериозно пречат на дейностите на открито, прогнозите помагат и за планиране на времето за следващите няколко дни.

## Контролиране
През цялата си история човечеството си е поставяло за цел да контролира времето – от древните ритуали за дъжд за житата до операция Попай на Въоръжените сили на САЩ, опит да се удължи виетнамския мусонен период с цел да се прекъснат снабдителните линии от Северен Виетнам до комунистическото опълчение Виет Конг в Южен Виетнам. Най-успешните опити са тези за разбиване на буреносни облаци, методи за разсейване на мъгла и ниски слоести облаци на големите летища, техники за увеличаване на снеговалежите в планините и опити за спиране на градушките. Скорошен пример за контрол на времето се случва на Летните олимпийски игри през 2008 г. Китай изстрелва 1104 ракети, разсейващи дъждовните облаци от 21 места в столицата Пекин с цел да няма дъжд на церемонията по откриване на 8 август 2008 г. Дъждът се пренасочва към областите в града и агломерацията, несвързани с церемонията.
Човекът влияе и чрез някои свои дейности, като земеделие и промишленост, на времето. Това е причината за появата на следните атмосферни явления, които силно вредят на околната среда:
- Киселинен дъжд
- Замърсяване на въздуха
- Изменение на климата и парников ефект[44]

Нетрадиционното време влияе силно на много аспекти на цивилизацията, например екосистемите, природните ресурси, производството на храни, икономическото развитие и здравето на хората.

## Крайности
Всяка година температурите на Земята обикновено варират в диапазона ±40 °C. Най-студената температура на въздуха, измервана някога на Земята е -89,2 °C в станцията Восток, Антарктида, на 21 юли 1983 г. Най-високата температура на въздуха, измервана някога е 57,7 °C в Ал Азизия, Либия, на 13 септември 1922 г., но тази стойност се оспорва. Най-високата средна годишна температура е 34 °C в Далол, Етиопия. Най-студената средна годишна температура е -51,1 °C в станцията Восток. Най-ниската средна годишна температура в постоянно обитавано от хора селище е в Юрика, Нунавут, Канада – -19,7 °C.

## Времето в Космоса

### Слънчева система
Изучаването на механизмите на времето на други планети се смята за помощ за осъзнаването на механизмите му на Земята. Времето на другите планети следва много от същите физични принципи като земното, но се появява за различен период от време и в атмосфери, които имат различен химически състав от нашата. Мисията Касини-Хюйгенс до Титан открива облаци от метан или етан, от които се излива дъжд от течен метан и други органични съединения. Земната атмосфера се дели на шест циркулационни зони в зависимост от географската ширина, по три във всяко полукълбо. На Юпитер обаче има много такива зони, Титан има едно струйно течение през 50° с.ш., а Венера – едно струйно течение през екватора.
Един от най-големите феномени на Слънчевата система, Голямото червено петно на Юпитер, е антициклон, бушуващ вече над 300 години. На други газови гиганти липсата на твърда повърхност позволява на вятъра да достига огромни скорости: до 600 м/сек (2100 км/ч) на Нептун. Това е загадка за планетарните учени. Времето все па се създава от слънчевата енергия, а Нептун получава едва 1/900 от слънчевата светлина, попадаща на Земята, но този феномен се случва по-често, отколкото на нашата планета. Най-силните ветрове, откривани дотогава, са на екзопланетата HD 189733 b, около 9600 км/ч.

### Открит Космос
Времето не се среща само на планетите. Както при всички звезди, слънчевата корона през повечето време е невидима и образува един вид много тънък атмосферен слой в Слънчевата система. Движението на маса, избухнала от Слънцето, е известно като слънчев вятър. Неравномерностите в това движение и по-големите събития на повърхността на звездата, като например коронални избухвания, формират метеорологична система, много близка с обикновения тип (с налягане и ветрове) и е известно като космическо време. Короналните избухвания са засичани чак до Сатурн. Тази дейност може да влияе на атмосферите на планетите и рядко на повърхностите. Ефектът на слънчевия вятър върху земната атмосфера причинява полярни сияния и предизвиква спиране на електрическите мрежи и радиото.